# Tolbutamida

N-(butilcarbamoil)-4-metilbencenosulfonamida

La tolbutamida es el nombre de un fármaco del grupo de las sulfonilureas de primera generación indicado en el tratamiento de la diabetes mellitus tipo 2, en especial en pacientes cuya hiperglicemia no puede ser controlada solamente con modificaciones dietéticas. Su circulación en el mercado ha disminuido debido a la mayor incidencia de reacciones adversas, especialmente cardíacas, en comparación con los nuevos medicamentos de segunda generación como la gliburida.

## Mecanismo de acción
La tolbutamida es un secretagogo, un tipo de antidiabético oral que disminuye la concentración de glucosa en el plasma sanguíneo, pues actúa como bloqueador de los canales de potasio, estimulando al páncreas a que secrete más insulina. Para que el medicamento tenga efecto, el páncreas debe ser funcional, por esa razón no se indica la tolbutamida en pacientes con diabetes mellitus tipo 1, ni pacientes con tipo 2 que tengan muchos años diagnosticados y cuyo páncreas haya perdido la capacidad sintetizante de insulina.